# D-Wave
D-Wave (D-Wave Systems) se présente comme première entreprise d'informatique quantique au monde, fondée en 1999 et basée en Colombie-Britannique (Canada). Elle annonce en 2007 avoir construit le prototype d'un processeur de 28 qubits permettant de faire du recuit simulé quantique.
Le 11 mai 2011, elle annonce son système D-Wave One comme le premier calculateur quantique commercial. C'est un processeur de 128 qubits basé sur la méthode du recuit simulé quantique. En septembre 2016, elle communique sur sa prochaine génération de processeurs contenant 2 000 qubits.
Plusieurs experts rappellent que le système D-Wave n'est pas un calculateur quantique général, et qu'hormis les calculs de recuit simulé, il ne présente pas d'avantage particulier sur un ordinateur classique. Les ingénieurs de Google qui ont testé D-Wave avouent qu'il n'a pour l'instant pas d'applications, ce qui a conduit Google à développer ses propres circuits quantiques à partir de 2014.

## Débuts difficiles et controverses

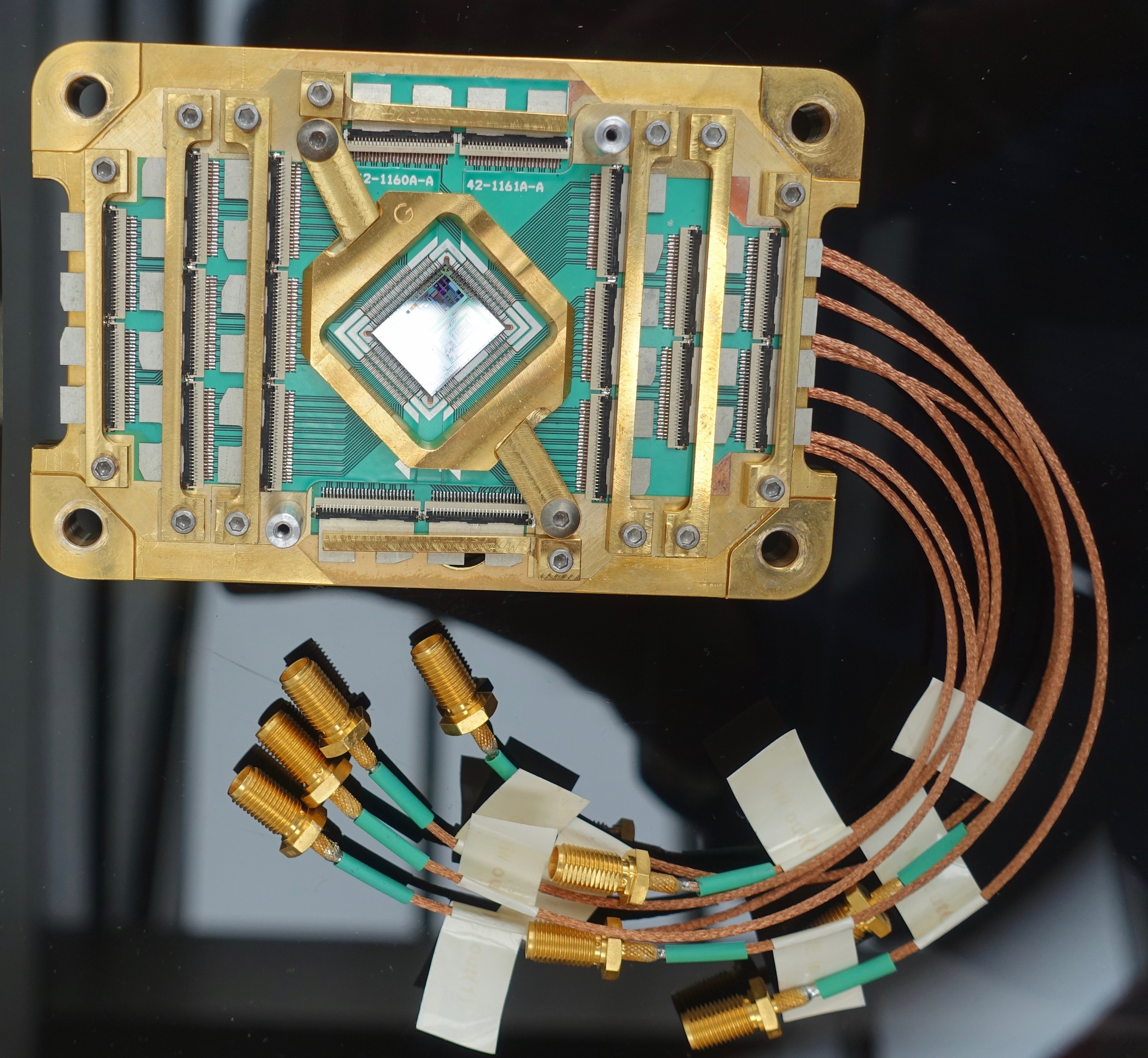
ordinateur quantique

La société D-Wave a annoncé officiellement le 13 février 2007 avoir réalisé un calculateur quantique à base solide de 16 qubits. Ce calculateur serait cependant limité à certaines opérations quantiques d'optimisation, comme celui du « voyageur de commerce ». Aucun prototype n’a été dûment testé par des spécialistes reconnus des ordinateurs quantiques, pour des raisons alléguées de secret industriel (le prototype n’était pas présent durant la conférence). Ces machines utiliseraient une puce nommée Europa qui fonctionne uniquement en milieu cryogénique. Reflétant le sentiment d’une partie de la communauté scientifique, Scientific American reste réservé. Les problèmes combinatoires résolus (sudoku) le sont moins vite qu’avec un simple ordinateur. Il n’y a là rien de surprenant au vu des caractéristiques de l’appareil, mais de ce fait on ne peut exclure totalement une opération du type Turc mécanique ayant simplement pour objectif de lever des fonds, d’autant que D-Wave promettait un ordinateur quantique à 32 qubits pour la fin de l’année 2007, et un ordinateur à 512 puis à 1024 qubits d’ici l’année suivante.
En décembre 2007 et d’après le site même du constructeur, les seules nouvelles concernant D-wave depuis février auront été sa participation à une conférence sur le calcul massif et la démonstration alléguée d’une machine à 28 qubits en novembre, commentée en détail par Tom's Hardware en juillet 2008. La compagnie affirme alors maintenir ses objectifs de 512 qubits au second trimestre 2008 et 1024 qubits fin 2008, et assure que la commercialisation des calculateurs quantiques était bien « une question d'années et non de décennies » ; elle a mentionné aussi son intention de rendre son calculateur et les capacités de corrélation très rapides de celui-ci accessibles à des chercheurs via l’Internet (Tom’s Hardware). Début décembre 2008, le site de la compagnie n’a plus donné d’autres nouvelles depuis la fin de sa levée de fonds.
Le 14 avril 2009, elle annonce en fin de compte une puce de 128 qubits. Le 22 juin 2015, il est annoncé que la barrière des 1000 qbits aurait été franchie.

### Première percée dans le monde industriel
En décembre 2009, un accord annoncé entre cette société et Google la remet sous les feux de l'actualité. En octobre 2010, elle présente dans le cadre des Google Techtalks le principe d'un classifieur quantique à grande échelle effectuant son apprentissage par une méthode de recuit.
En mai 2011, D-Wave vend à la société américaine de l’armement Lockheed Martin, pour 10 millions de dollars, un calculateur annoncé de 128 qubits, sur la nature quantique duquel planent cependant des doutes.
En septembre 2015, ce sont Google et la NASA qui annoncent un programme de travail commun sur les machines D-Wave. On peut noter que le 2^1000 mentionné (soit 1.071508607E301) dépasse précisément le mythique 10300 cité depuis 1997 par David Deutsch dans L'Étoffe de la réalité (The Fabric of Reality).

#### Acceptation d'une communication par l'ACM
Le 7 mai 2013, Amherst College annonce avoir effectué les premiers tests combinatoires où une machine de D-Wave bat largement une station de travail (Lenovo) classique. Néanmoins, on peut être surpris que cette étude ait été confiée à cet établissement et non à l'un de ceux beaucoup plus renommés en informatique que sont le MIT, Dartmouth, Harvard, Cornell, Stanford, Caltech ou Berkeley.
Une communication est cependant acceptée sur le sujet par la très sélective ACM après revue par un comité d'experts, pour présentation le 15 mai 2013 à sa conférence annuelle sur l'informatique extrême. IEEE Spectrum,, référence en ingénierie, au départ très critique, puis sceptique, puis interrogative prend acte du fait et fournit des précisions sur les résultats pratiques du calculateur selon le type de problème, allant de la moyenne d'une station de travail du moment à 3 600 fois la performance de celle-ci. Le rapport peut sembler faible comparé à celui d'un supercalculateur massivement parallèle, mais les problèmes traités ont été choisis parce que ne faisant pas appel au parallélisable (comme les grands calculs matriciels), mais au contraire à la combinatoire. On reste cependant très loin de la puissance des supercalculateurs.
Technology Review, revue du MIT, donne quelques précisions : le circuit de calcul quantique fonctionne à 0.02 kelvin (le calculateur réclame une température cryogénique pour éviter toute décohérence en cours de calcul), et a été mis en compétition avec une simple station Lenovo 2,4 GHz quad core Intel munie de 16 Go de RAM. La machine est donnée comme comportant 439 qubits, ce qui est énorme : (s'il s'agissait d'un calculateur quantique général, ce qui n'est pas établi, il dépasserait largement les 300 qubits. Or un calculateur quantique général de 300 qubits permettrait selon David Deutsch de simuler - théoriquement - la formation de tout l'univers depuis le Big Bang). Le nombre de qubits utilisés pour la détection/correction d'erreur, s'il y en a, n'est cependant pas précisé. De même, D-Wave ne précise pas si son calculateur est général ou bien comporte des contraintes d'utilisation.
La revue Scientific American a consacré le 19 juin 2013 un article (repris de Nature) à D-Wave et à la controverse existant autour de son produit ; un autre article plus technique a été publié en 2014 par La Recherche. En juin et juillet 2014, une critique  plus complète a été publiée par Science, montrant que le processeur de D-wave « ne produit pas d'accélération quantique ». Les chercheurs, conduits par Matthias Troyer de  l'École polytechnique fédérale de Zurich, ne trouvèrent « aucun indice de comportement quantique » sur l'ensemble de leurs tests. Plusieurs explications possibles furent suggérées :  le recuit simulé quantique (en) (le type de problèmes  pour lequel les machines de D-Wave sont conçues) ne permet pas d'accélération, ou  D-Wave 2 ne peut réaliser cette accélération, ou enfin l'accélération a bien lieu, mais est masquée par des erreurs ou d'autres problèmes.

Le professeur Gérard Berry, du Collège de France, rappelle que la machine actuelle de D-Wave n'est pas un calculateur quantique général, mais optimisé pour un type de calcul nommé le recuit simulé, qui se prête bien au calcul quantique. Sans minimiser la portée de cette réalisation, il invite à relativiser pour le moment tout enthousiasme prématuré.

## Loi de Rose
Fin 2012, Steve Jurvetson, l’un des investisseurs de D-Wave, énonce en référence aux lois de Moore une hypothèse concernant le développement des ordinateurs quantiques qu’il nomme « Loi de Rose », sous la forme :

« La puissance d'un calculateur quantique (le nombre de qubits disponibles) double tous les ans. À la différence près, et contrairement à la loi de Moore, que le doublement des qubits entraîne également une multiplication de la puissance de calcul des machines. »

Le nom vient du créateur de la société : Geordie Rose. Contrairement à la loi de Moore, qui est empiriquement vérifiée pendant des décennies, la loi de Rose est largement spéculative étant donné l'aspect encore embryonnaire et spéculatif du développement des ordinateurs quantiques, qui en 2014 ne sont pas réellement utilisés et qui existent à l'état de prototype de seulement quelques qubits, ce qui les rend inutiles en pratique.
Des sociétés comme Honeywell et IBM estiment trompeuse l'estimation en seuls qubits qui ne font pas intervenir les questions de fiabilité ni de redondance, et proposent une mesure selon elles plus adaptée qui est le volume quantique.

## Aspect physique et technique
La chaîne Linus Tech Tips propose en vidéo l'examen physique d'un calculateur D-Wave de 2017.